# 斉藤直身
斉藤 直身（さいとう なおみ、1936年?月??日 - 2023年3月3日）は、日本の政治家。群馬県大泉町長（1期）。

## 来歴
群馬県立太田高等学校を卒業後，東京歯科大学卒業。群馬県歯科医師会副会長を務めた。
2009年（平成21年）4月12日に行われた大泉町長選挙に立候補し、現職の長谷川洋を破り初当選を果たした。同年5月5日、町長就任。

## 政策・主張
- 大泉町長選挙では，太田市との合併推進の立場の長谷川洋（現職）に対し，太田市との合併反対，合併協議を白紙に戻す主張を展開した[5]。
- 太田市との合併反対を主張する斉藤の当選により，太田市と大泉町の合併任意協議会は，2009年（平成21年）5月1日をもって，解散となり，合併協議終了となった[6]。